# 富豊駅
富豊駅（ププンえき、朝鮮語: 부풍역）は、朝鮮民主主義人民共和国平安北道朔州郡にある駅であり、平北線、水豊線および鴨緑江線に属する。 

## 概要
富豊駅は、青水駅-水豊駅-富豊駅のルートに沿って6組の通勤電車が運行している。

## 歴史
- 1939年9月27日：開業[2]。

## 隣の駅
平北線
板幕駅 - 富豊駅 - 青水駅
水豊線
富豊駅 - 水豊駅
鴨緑江線
富豊駅 - 鴨緑江駅